# Thysanopyga apicitruncaria
Thysanopyga apicitruncaria är en fjärilsart som beskrevs av Herrich-Schäffer 1856. Thysanopyga apicitruncaria ingår i släktet Thysanopyga och familjen mätare. Inga underarter finns listade i Catalogue of Life.